# Clearwater (Columbia Britannica)
Clearwater è una municipalità distrettuale del Canada, facente parte del distretto regionale di Thompson-Nicola nella provincia della Columbia Britannica.